# Jahre mit Martha
Jahre mit Martha ist ein Roman von Martin Kordić, der 2022 im S. Fischer Verlag erschien. Der Roman handelt vom Werdegang des Jungen Željko Draženko Kovačević, der als Erster seiner Familie aus Herzegowina studieren möchte.

## Handlung
Željkos Familie lebt in Ludwigshafen. Sein Vater ist Hausmeister und seine Mutter Reinigungskraft bei mehreren Instituten. Željko ist seit seiner Jugend entschlossen, als Erster seiner Familie den Bildungsaufstieg zu schaffen; er liest so viel er kann. Mit 15 Jahren trifft Željko im Rahmen einer Veranstaltung die Professorin Martha Gruber, für die er später als Ferienjob im Haushalt arbeitet. Sie verlieben sich ineinander und verbringen draußen eine Nacht nach einem Opernbesuch miteinander.
Jahre später bittet Željko Martha um eine Bürgschaft für eine Studentenwohnung in München, wo er Literaturwissenschaften studieren möchte. Martha schickt ihm eine unbeschränkte Bürgschaft. Während seines Studiums bindet sich Željko zunehmend an seinen Professor Alex Donelli, der von seinen Kollegen wegen seines geringen Anspruchs geringgeschätzt wird.
Zum Ende seines Studiums beginnt ein reger Briefwechsel mit Martha, der mit einem Treffen in einem Hotel auf Juist vorerst endet: Nun haben sie stundenlang Sex, aber keinen Geschlechtsverkehr. Martha schickt Željko regelmäßig Nachrichten, um zusammen, aber räumlich getrennt masturbieren zu können.
Vor seiner Prüfung lässt Alex Donelli Željko fallen und er besteht nur knapp die Abschlussprüfung bei einem anderen Professor. Am Tag seines Abschlusses ist Željko Draženko Kovačević deprimiert: „Heute kommt es mir so vor, als wäre der Tag, an dem ich meinen Universitätsabschluss erhielt, der Auftakt für einen Jahre andauernden Abstieg gewesen.“
Nach seinem Studium arbeitet er zeitweise bei einer Agentur, in der er sich sinnlose Slogans ausdenken muss. Željko ist zunehmend unzufrieden mit seiner marginalisierten Lage und überwirft sich mit Martha während eines gemeinsamen Ausflugs. Ferner zündet er betrunken auf dem Firmengelände der Agentur ein Feuer, das rechtzeitig gelöscht wird. Dank seiner Chefin leitet die Polizei kein Ermittlungsverfahren ein. Später spricht Željko die NS-Vergangenheit der Unternehmer-Familie an und wird daraufhin entlassen.
Seine Arbeitslosigkeit endet mit Schmuggelaufträgen zwischen Deutschland und Herzegowina, die er für eine Bande erledigt. Nachdem er das Schmuggeln eingestellt hat, engagiert sich Željko im nationalistischen Verein Kroatia Vorderpfalz, den er nach einem umstrittenen Artikel in der Vereinszeitung verlassen muss. Als Gärtner trifft er die mittlerweile pflegebedürftige Martha wieder.
Der Roman endet im Garten seiner Familie, der sich Željko letztlich zuwendet.

## Rezensionen
Nipa Apin begrüßt in der TAZ, dass der Roman „die Lebenswirklichkeiten der BRD-Migrantenkinder in den Blick“ nimmt. Željko sei nicht bloß ein Opfer, sondern ein „beeindruckend vielschichtiger Charakter“.
Christian Mayer schätzt in der Süddeutschen Zeitung die „brutale Abrechnung mit Deutschland“. Željko sei exemplarisch für die Tatsache, dass sich Menschen aus bildungsfernen Schichten stärker als Kinder von Akademikern anstrengen müssten, um studieren zu können. Die soziale Ungleichgewicht bleibe immer bestehen; Martha kontrolliere Željko beispielsweise subtil mit einer Kreditkarte, die sie für ihn ausstellen ließ.
Martin Oehlen lobt in der Frankfurter Rundschau unter anderem die „griffigen Hinweise auf ökonomische Missverhältnisse“, kritisiert aber zugleich, dass die Textpassage über Nazis und nationalistische Kroaten die „Anmutung eines Essays“ habe.
Im Jahr der Veröffentlichung wurde Kordić für seinen Roman mit dem Tukan-Preis und 2023 mit dem Förderpreis zum Literaturpreis der Stadt Bremen ausgezeichnet.